# Thilogne
 (mai 2022).
Si vous disposez d'ouvrages ou d'articles de référence ou si vous connaissez des sites web de qualité traitant du thème abordé ici, merci de compléter l'article en donnant les références utiles à sa vérifiabilité et en les liant à la section « Notes et références ».
Thilogne (ou Salndu Fuuta) est une ville du nord-est du Sénégal, située à 45 km de Ourossogui et 60 km de Matam. Thilogne est à une vingtaine de kilomètres de la frontière avec la Mauritanie (Kaédi).

## Histoire
Thilogne, connu aussi par sa position géographique stratégique sous le nom de Salndou Fouta, aurait été fondé au XIIIe siècle. Il est composé de plusieurs quartiers : N'dioufnabé, Diabé-Sala, Badel (quartiers principalement habités par les Mbégnou-ganna (Sebbés)), Mollé (où réside Cerno Mollé), Diawanbés, Gamgou, Golléré, Sinthiou, Gollera less et Halaybé.
La ville s’agrandit avec les nouveaux quartiers comme Sara Plateau, Alwar, DaresSalam Nord, Dares-Salam Sud, HLM Wouloum.
Il est la capitale politique, économique et religieuse du Bosséa (ou Bosseya), et fut celle du Fouta au XVIIIe siècle.
Les premiers habitants de Thilogne sont les Diagarafs (propriétaire terrien), titre détenu par les Sebbés, il y en a cinq à Thilogne : le Diagaraf Badel (les patronymes Diagne et Dia), le Diagaraf N'diouf (le patronyme Diop), le Diagaraf Ma-nga (le patronyme Fofana), le Diagaraf Douga (les KaneKanebé (ou Ndiaybé)) le Diagaraf Sirwa (le patronyme Niang). 
La période la plus marquante de l’histoire de Thilogne fut l’arrivée de Thierno Mollé LY accompagné d’une forte délégation, composée du Diagaraf Ndiouf (Diopbé), du Diagaraf Ma-nga (Fofanabé), du Diagaraf Douga (Camarabé et KaneKanebé (Ndiaybé)) et de son conseiller spécial Thierno Samambé (famille Sam). Thierno Mollé et sa délégation sont arrivés à Thilogne vers la fin du XIIIe siècle correspondant au déclin de l’Empire du Ghana, dont la capitale Koumbi-Saleh se trouvait dans la zone frontalière actuelle entre le Mali et la Mauritanie. 
Le village fut administré politiquement par le Thierno Mollé, issu de la famille Ly (jusqu'à son érection en commune en 1996) avec l'aide du Diagaraf et du Thierno Samanbes.
De grandes réunions historiques ont été tenues dans le village, comme la décision d'affronter les Deniyankoobés de Koli Tenguella.
Thilogne fut aussi pendant de longues années le siège des almamy du Fouta, dont le premier Abdoul Gadiry Kane, originaire du village de Kobilo, mais siégeait à Thilogne.

## Administration
Rattachée au département de Matam dans la région de Matam, Thilogne a été érigée en commune en 1996.

## Géographie
Les localités les plus proches sont Barga, Agnam, Horé-Fondé (à l'ouest), Kaedi, Gaol, Sinthiou, Belithindi, N'Diafane, Ganki-Doumbodjie (au nord), Liwou, Goudoudé-Ndouetbé et Goudoudé-Diobé (au Sud), Kobilo, Dabia, Bokidiawé, Doumga (à l'Est), etc.

### Population
Lors du recensement de 2002, Thilogne comptait 8 425 habitants, 658 concessions et 934 ménages.
D'après le recensement de la population sénégalaise organisé par l'ANSD,  en 2013, la population de la commune de Thilogne s'élevait à 10 441 habitants dont 5 293 hommes et 5 148 femmes.
L'économie de Thilogne est principalement basée sur l'agriculture, pratiquée dans le Diéri pendant la saison des pluies ou dans le Walo quand le fleuve se retire (cultures de décrues). Son marché hebdomadaire ou loume permet à ses habitants et environs d'accéder aux produits alimentaires à bas prix. Le poisson provient de l'intérieur du pays grâce à des camions frigorifiques ou du Dandé-Mayo par les Soubalbés.
Thilogne compte deux lycées (le lycée public de Thilogne et le lycée privé Inchallah), un collège, quatre écoles primaires, deux maternelles et une case des tout petits.

## Jumelages et partenariats
Thilogne est jumelé avec Trappes en France.
Les partenaires de Thilogne sont :
- TAD : Thilogne Association Développement,
- Le conseil départemental des Yvelines, France.
- Thilogne a un projet phare appelé Thilogne Ville-Verte qui est un projet environnemental qui a pour but de changer les comportements et améliorer les conditions de vie des populations avec la restauration et la sauvegarde de l'environnement mais aussi l'assainissement, le tri et la transformation des déchets

## Personnalités nées à Thilogne
- Mamoudou Touré, ancien Ministre de l'Économie et des Finances[4],